# Bewirtschaftungskosten
Als Bewirtschaftungskosten (BewK) werden die Kosten für die laufende Bewirtschaftung einer Immobilie bezeichnet.

## Hintergründe
Die Bewirtschaftungskosten werden nach § 19 Immobilienwertermittlungsverordnung (ImmoWertV) und auch nach § 24 II. Berechnungsverordnung (II. BV) eingeteilt in:
- Abschreibungen: Sie sind nur in der II. BV, nicht aber in der ImmoWertV den Bewirtschaftungskosten zugeordnet.[1];
- Betriebskosten;
- Instandhaltungs- und Wartungsaufwand;
- Verwaltungskosten und
- Mietausfallwagnis.

Die Bewirtschaftungskosten können bei vermieteten Flächen teilweise auf den Mieter umgelegt werden:
- Bei  Gewerbeimmobilien können alle Bewirtschaftungskosten bis auf die Instandhaltungskosten umgelegt werden.
- Bei einer Wohnimmobilie wird die Umlage begrenzt. Grundsätzlich können nur die Betriebskosten umgelegt werden. Begrenzt können Schönheitsreparaturen (entspricht einem Teil der Instandhaltungskosten) umgelegt werden.

Diese Regelungen ergeben sich unter anderem aus § 556a BGB, Grundsatzurteilen des Bundesgerichtshofs (BGH) und der Betriebskostenverordnung. Der BGH vertritt unter anderem die Auffassung, dass den Vorschriften der §§ 556 ff. BGB und den Gesetzesmaterialien nicht zu entnehmen ist, dass das BGB den Vermieter auf eine bestimmte zeitliche Zuordnung der Betriebskosten festlege. „Auch das Abflussprinzip ermöglicht grundsätzlich eine sachgerechte Umlage der Betriebskosten, indem es auf die Kosten abstellt, mit denen der Vermieter im Abrechnungszeitraum vom Leistungsträger jeweils tatsächlich belastet wird. Die Betriebskostenabrechnung vereinfacht sich dadurch jedenfalls für bestimmte Betriebskostenarten für den Vermieter unter Umständen erheblich“.
Somit können die Bewirtschaftungskosten auch eingeteilt werden in:
- Umlagefähige Bewirtschaftungskosten, die dem Mieter in Rechnung gestellt werden können. Sie sind für den Vermieter ein durchlaufender Posten.
- Nicht umlagefähige Bewirtschaftungskosten, die dem Mieter nicht in Rechnung gestellt werden können.

## Steuerliche Aspekte
Bewirtschaftungskosten, die nicht bereits z. B. auf einen Mieter umgelegt werden, können vom Eigentümer einer fremdvermieteten Immobilie als Werbungskosten gemäß § 9 EStG geltend gemacht werden. Dieses können u. a. sein:
- Mitgliedsbeiträge für die Mitgliedschaft im Haus- und Grundbesitzerverein,
- Versicherungsprämien,
- Gebühren für Vermietungsanzeigen, Makler etc. oder
- Verwaltungskosten.

Der Zinsaufwand (z. B. der Zinsanteil bei einem Annuitätendarlehen) gehören nicht zu den Bewirtschaftungskosten. Sie zählen aber zu den Finanzierungskosten und können bei einer fremdvermieteten Immobilie steuerlich geltend gemacht werden.